# Pokabius aethes
Pokabius aethes är en mångfotingart som beskrevs av Chamberlin 1951. Pokabius aethes ingår i släktet Pokabius och familjen stenkrypare. Inga underarter finns listade i Catalogue of Life.